# Oncocnemis x-scripta
Oncocnemis x-scripta là một loài bướm đêm trong họ Noctuidae.